# ریزترک

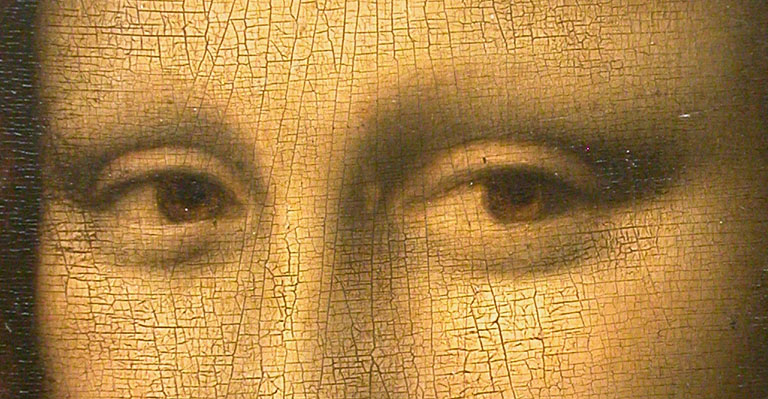
ریزترک‌ها در تابلوی مونا لیزا با الگوی معمولی "ایتالیایی" از بلوک‌های مستطیلی کوچک

ریزتَرَک (به فرانسوی: craquelure؛ به ایتالیایی: crettatura) الگویی از ترک‌های ریز و متراکم است که روی سطح مواد مختلف مثل نقاشی‌ها و اشیاء عاجی قدیمی شکل می‌گیرد. این ترک‌ها می‌توانند به دلایل مختلفی مثل خشک شدن، ضربه خوردن، کهنه شدن یا حتی به صورت عمدی ایجاد شوند. امروزه از بررسی ریزترک‌ها برای تشخیص اصالت آثار هنری استفاده می‌شود.
این شبکه از ریزتَرَک‌ها بر سطح پردهٔ نقاشی بر اثر قدمت ایجاد می‌شود. در نقاشی با اسلوب چسب‌رنگ، تَرک‌ها به زحمت تشخیص داده می‌شوند، ولی در پرده‌های رنگ روغنی کاملاً مشخص اند. ترک خوردگی از نشانه‌های معتبر قدمت اثر است. ترک‌هایی که به صورت مصنوعی برای جعل اثر به وجود می‌آورند، معمولاً قابل بازیابی‌اند. اگر تَرک‌خوردگی‌ها چندان نمایان نباشند که نقاشی را بدنما سازند، مرمّت‌گران معمولاً آن‌ها را رها می‌کنند و نادیده می‌گیرند.
در سرامیک‌ها، ریزترک‌ها در لعاب سرامیکی گاهی اوقات عمدی هستند، مثل ظروف چینی از نوع سرامیک گِه. این پدیده با ترک خوردن معمولی که یک نقص در لعاب سرامیکی است و در اثر پخت نامناسب یا آسیب ایجاد می‌شود، متفاوت است.
هفت ویژگی اصلی برای توصیف ریزترک‌ها وجود دارد:
1. جهت‌گیری محلی و کلی ترک‌ها
2. ارتباط با بافت یا جهت الیاف زیرلایه
3. شکل ترک‌ها
4. فاصله بین ترک‌ها
5. ضخامت ترک‌ها
6. انتهای ترک‌ها
7. الگوی شبکه‌ای ترک‌ها

این هفت معیار برای شناسایی «سبک‌های» مختلف ریزترک‌ها استفاده شده است که الگوهای ترک را به مکاتب مختلف هنری در طول تاریخ مرتبط می‌کند. این ارتباط، الگوهای ترک را با دوره‌های زمانی، مکان‌ها و سبک‌های نقاشی خاص مرتبط می‌کند. به عنوان مثال:
- نقاشی‌های ایتالیایی روی چوب (۱۳۰۰–۱۵۰۰): ترک‌ها عمود بر جهت الیاف چوب با خطوط ناهموار و شبکه‌های ثانویه مشخص از ترک‌های نازک.
- نقاشی‌های فلاندری روی چوب (۱۴۰۰–۱۶۰۰): ترک‌ها موازی با جهت الیاف چوب با بخش‌های صاف و مستقیم؛ ضخامت یکنواخت و جزیره‌های کوچک و مربعی شکل.
- نقاشی‌های هلندی روی بوم (دهه ۱۶۰۰): ترک‌ها عمود بر محور اصلی نقاشی با خطوط ناهموار و اتصالات مربعی شکل هستند؛ ترک‌ها تمایل دارند از تار و پود بوم پیروی کنند.
- نقاشی‌های فرانسوی روی بوم (دهه ۱۷۰۰): ترک‌های بدون جهت با خطوط صاف و منحنی در توزیع‌های تصادفی؛ زیرلایه‌های سفت‌تر که به تازگی توسعه یافته‌اند، تمایل دارند تنش را از پایه بوم دور کرده و ارتباط بین جهت ترک و بافت بوم را حذف کنند.

## تشخیص نقاشی‌های ایتالیایی و فرانسوی از روی ریزترک‌ها

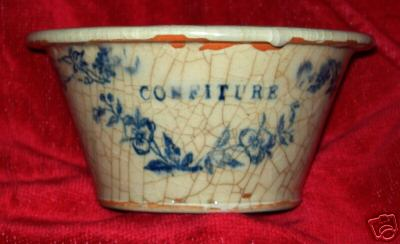
ریزترک‌های ناشی از پیری در سفال

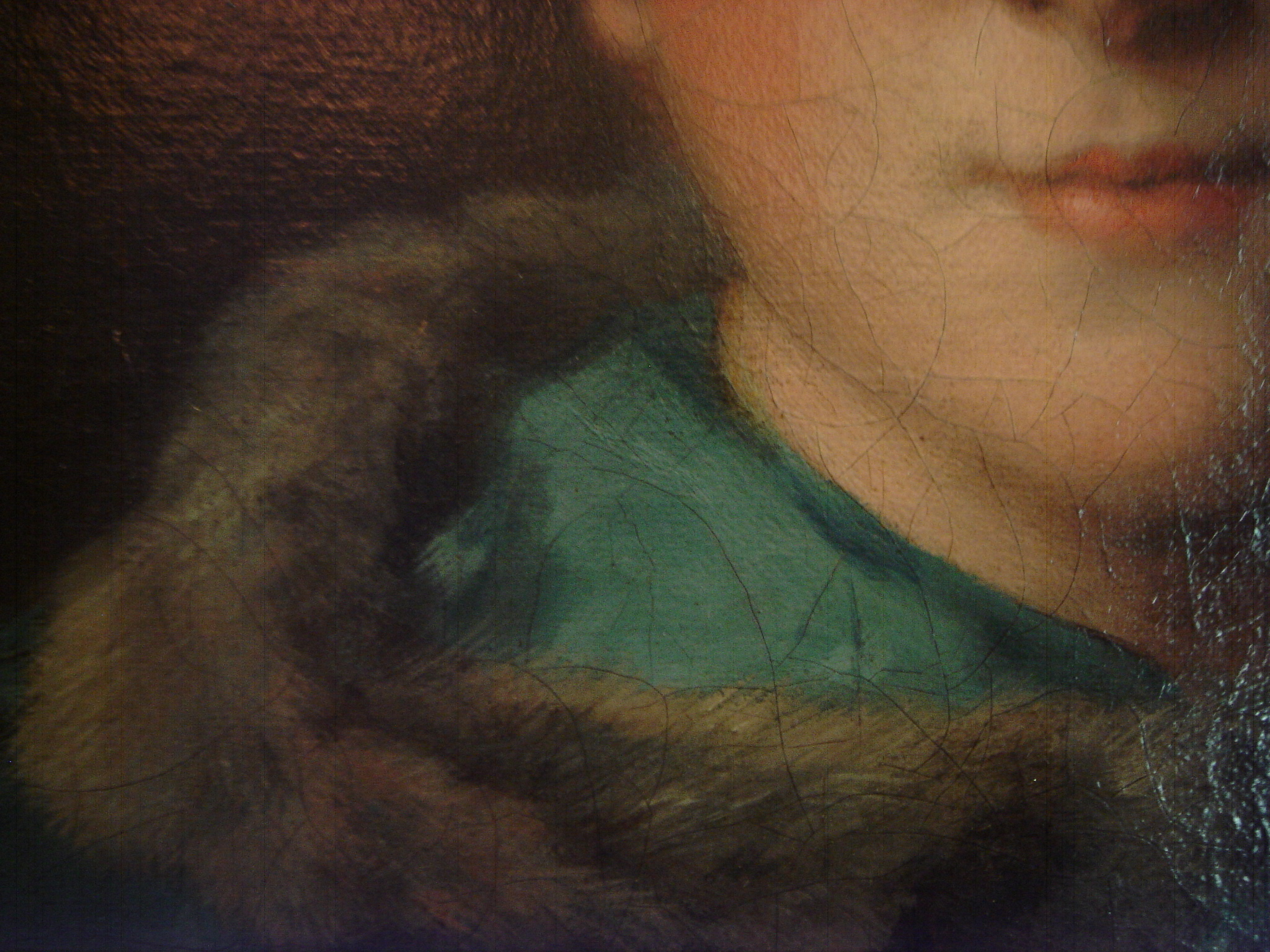
ریزترک‌های معمولی فرانسوی در یک پرتره از حدود ۱۷۵۰، الگوهای بزرگ‌تر و نامنظم‌تر، با ترک‌های منحنی

نقاشی‌ها سطوح صافی ندارند بلکه به دلیل استفاده از چوب، چسب حیوانی، سریش گچ، رنگ، چسب و… بافت ناهمواری دارند. از آنجایی که عناصر مورد استفاده برای خلق نقاشی‌ها بسته به منطقه متفاوت است، بافت سطحی نیز می‌تواند بسته به محل تولید آنها متفاوت باشد. نقاشی‌های ایتالیایی سطح زیرین نازکی دارند که باعث می‌شود ترک‌های باریک و نازکی داشته باشند، در حالی که نقاشی‌های فرانسوی به دلیل داشتن سطح زیرین بسیار ضخیم‌تر، ترک‌های مارپیچی زیادی دارند.

## ریزترک در طول خشک شدن
در طول خشک شدن، لایه رنگ به دلیل تبخیر حلال‌های فرار، کوچک می‌شود. انقباض غیریکنواخت در سطح نقاشی ناشی از چسبندگی متفاوت انواع رنگ‌ها به زیرلایه است و منجر به تنش‌های کششی زیادی در لایه بالایی رنگ می‌شود. تشکیل ترک در طول خشک شدن به شدت به چسبندگی به زیرلایه، ضخامت لایه رنگ، ترکیب و خواص مکانیکی زیرلایه بستگی دارد. ریزترک‌های تشکیل شده در طول فرایند خشک شدن در عرض چند روز پس از نقاشی ظاهر می‌شوند و با ترک‌های کم‌عمقی که در بالاترین لایه‌های رنگ قرار دارند مشخص می‌شوند. این موضعی سازی ناشی از نیروهای مویرگی است که تنش‌های خشک شدن را به سطح آزاد نقاشی محدود می‌کند. ترک‌های خشک شدن معمولاً به دلیل پراکندگی ریز ذرات رنگدانه در حلال‌های فرار در حال تبخیر، همسانگرد هستند.
گسترش ترک در یک کرنش بحرانی، 𝜖𝑚، با افزایش نامطلوب در انرژی سطحی با طولانی شدن ترک مخالفت می‌کند و با آزاد شدن انرژی کشسانی مواد نزدیک ترک، افزایش می‌یابد. شرایط انتشار یک ترک خشک را می‌توان با استفاده از مکانیک شکست به‌طور دقیق ارزیابی کرد.

## چسبندگی به زیرلایه

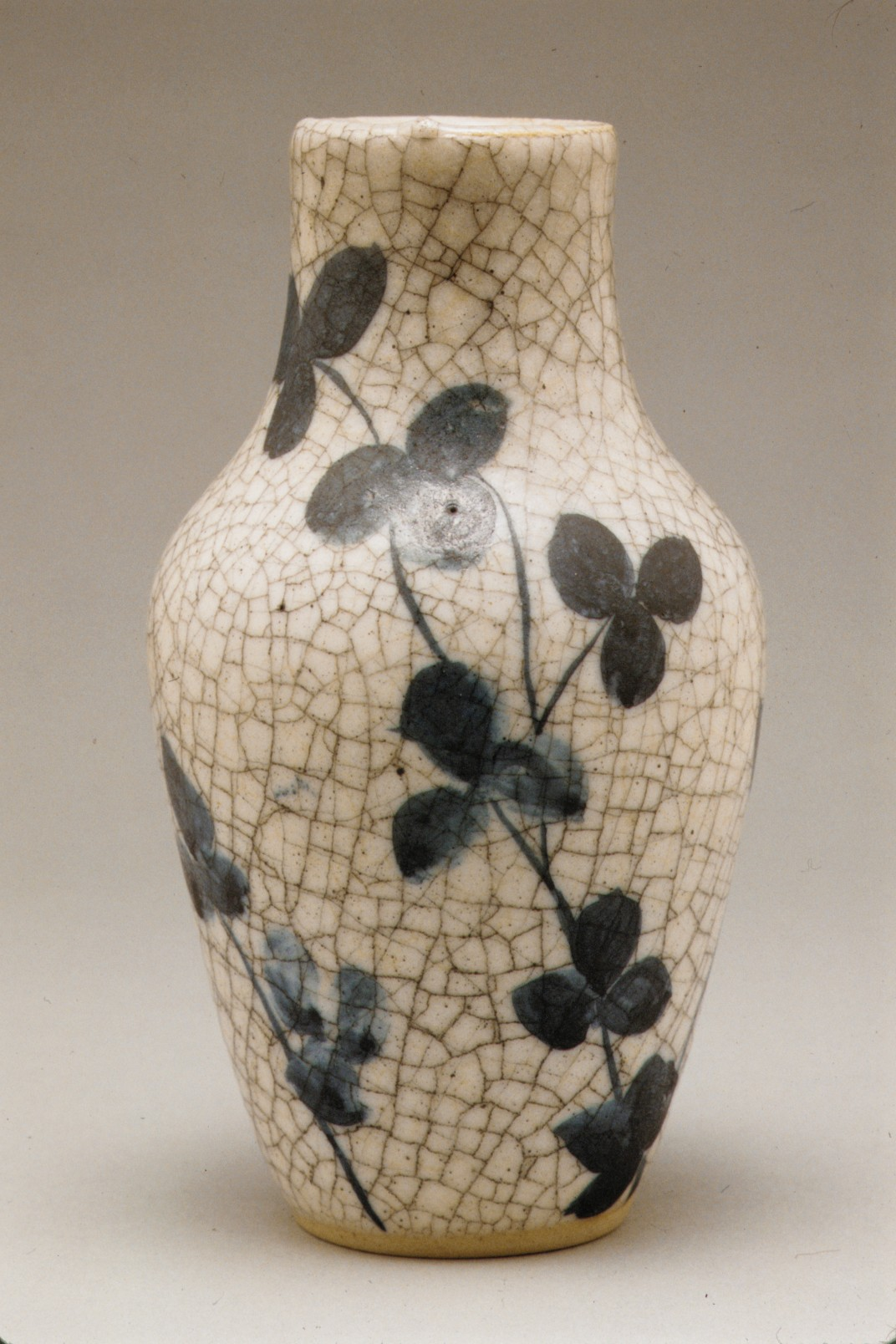
سفالگری هنری آمریکایی، گلدان اثر هیو سی. رابرتسون، سفالگری ددهم، (CKAW) حدود ۱۸۸۶-۱۸۸۹، با لعاب ترکچه‌دار عمدی به سبک چینی.

عرض ترک به شدت به توانایی لایه رنگ بالایی برای چسبیدن به زیرلایه بستگی دارد. اگر چسبندگی ضعیفی بین این لایه‌ها رخ دهد، لایه تصویری می‌تواند روی زیرلایه بلغزد و در پاسخ به کشش‌های ناهموار در طول تبخیر حلال، ترک‌های چشمگیر و وسیعی ایجاد کند. برخلاف ترک‌های ناشی از پیری، عرض ترک‌های خشک شدن در نتیجه بسیار متغیر است. اگر نقاش روغن یا سایر مواد چرب را بیش از حد با مواد زیرلایه مخلوط کند، ممکن است چسبندگی ضعیفی رخ دهد.

## ضخامت لایه رنگ
اگر ضخامت لایه رنگ از یک حد بحرانی کمتر باشد، ترک خوردگی ایجاد نمی‌شود. ترک‌ها در لایه‌های نازک نمی‌توانند گسترش پیدا کنند زیرا کاهش انرژی کشسانی هنگام رشد ترک، به اندازه‌ای نیست که افزایش همزمان انرژی سطحی را جبران کند. ضخامت بحرانی لایه رنگ با فرمول زیر تخمین زده می‌شود:
{\displaystyle h_{c}={\frac {E_{p}\Gamma }{Z\sigma ^{2}}}}
در این فرمول، 𝐸𝑝 مدول کشسانی لایه رنگ، Γ انرژی سطحی این لایه، Z یک ثابت بی‌بعد که به الگوی ترک خوردگی بستگی دارد و 𝜎 تنش وارد شده در طول خشک شدن است.
لایه‌های ضخیم‌تر از این مقدار بحرانی، شبکه‌هایی از ترک‌ها را نشان می‌دهند. درجه اتصال بین مکان‌های شروع ترک با ضخامت لایه افزایش می‌یابد، به طوری که ضخامت‌های نزدیک به مقدار بحرانی با محل‌های اتصال ترک ستاره‌ای شکل و جدا از هم مشخص می‌شوند و لایه‌های ضخیم شبکه‌های کامل‌تری را نشان می‌دهند.

## ویژگی‌های زیرلایه
فاصله بین ترک‌ها در طول خشک شدن به شدت به سختی پایه یا زیرلایه بستگی دارد. یک زیرلایه با سختی بی‌نهایت به کرنش در لایه رنگ کمک نمی‌کند، به طوری که 𝜖𝑝=𝜖𝑚 که 𝜖𝑝 سختی لایه رنگ است. فاصله ترک برای یک پایه با سختی بی‌نهایت با فرمول زیر تخمین زده می‌شود:
{\displaystyle d\approx {\frac {4h\Gamma }{E_{p}a\epsilon _{m}^{2}}}}
در این فرمول، ℎ ضخامت لایه رنگ، Γ انرژی سطحی لایه رنگ، 𝐸𝑝 مدول کشسانی لایه رنگ و 𝑎 عمق ترک است.[۲]
برای یک زیرلایه با سختی کمتر، یک کرنش اضافی در زیرلایه، 𝜖𝑠، کرنش را در لایه رنگ کاهش می‌دهد به طوری که 𝜖𝑚−𝜖𝑠=𝜖𝑝. اگر نسبت کرنش‌ها بین دو لایه تقریباً مشابه نسبت مدول‌های کشسانی آنها باشد، می‌توان فاصله ترک را برای یک پایه با سختی محدود به صورت زیر تقریب زد:
{\displaystyle d\approx {\frac {4h\Gamma }{E_{p}a\epsilon _{p}^{2}(1+E_{p}/E_{s})^{2}}}}
در این فرمول، 𝐸𝑠 مدول کشسانی زیرلایه است. مخرج در این تقریب نشان می‌دهد که فاصله ترک به عدم تطابق در مدول‌های کشسانی دو لایه بستگی دارد؛ بنابراین، نواحی با رنگ‌های سخت‌تر تمایل به ترک‌هایی دارند که بیشتر پخش می‌شوند.

## عوامل دیگر مؤثر در ریزترک‌ها
تغییرات رطوبت هوا در طول فرایند خشک شدن، هم بر لایه زیرین و هم بر پایه نقاشی تأثیر می‌گذارد و باعث گسترش ترک‌ها می‌شود. نقاشی‌هایی که از مواد جاذب رطوبت مانند چوب یا جسو (ماده‌ای گچی برای آماده‌سازی سطح نقاشی) استفاده می‌کنند، به ویژه در برابر تغییرات رطوبت آسیب‌پذیر هستند. جسو در رطوبت نسبی (RH) زیر ۷۵ درصد شکننده است؛ با افزایش RH، جسو نرم‌تر شده و به حالت انعطاف‌پذیر تبدیل می‌شود. تغییرات RH باعث ایجاد تنش‌های کششی بسیار ناهموار در سطح جسو می‌شود و هنگامی که این ماده در هنگام خشک شدن منقبض می‌شود، شکسته می‌شود. ریزترک‌های ایجاد شده در طول خشک شدن گسو به ویژه قابل توجه هستند.
به‌طور مشابه، پایه‌های چوبی نیز به‌طور قابل توجهی به تغییرات رطوبت هوا واکنش نشان می‌دهند. دانه‌های چوب وقتی در معرض رطوبت قرار می‌گیرند، عمود بر محور دانه متورم می‌شوند. هنگامی که یک لایه زیرین مرطوب بر روی سطح یک پایه چوبی اعمال می‌شود، چوب در تماس با لایه متورم می‌شود در حالی که پشت لوح بدون تغییر باقی می‌ماند. این می‌تواند به تاب برداشتن منجر شود، که در آن لوح چوبی شروع به خم شدن عرضی به سمت دانه‌های چوب می‌کند. افزایش فشارها در سمت محدب لوح چوبی تاب برداشته باعث شکستگی بیشتر در لایه زیرین هنگام خشک شدن می‌شود.

## ریزترک در طول کهنه شدن
در مقایسه با همتایان خشک شده خود، ترک‌های ناشی از کهنه شدن واضح‌تر و عمیق‌تر هستند و در طول عمر نقاشی ایجاد می‌شوند. پیش‌بینی و مدل‌سازی این نوع ریزترک‌ها بسیار دشوارتر است زیرا به تغییرات محیطی خاص و واکنش‌های شیمیایی پیری که رنگ در معرض آن قرار می‌گیرد بستگی دارد. فرآیندهای مهمی که در ریزترک‌های ناشی از کهنه شدن نقش دارند عبارتند از: ضربات مستقیم، تغییرات دما و رطوبت نسبی، تغییر شکل پایه، فرآیندهای مرمت مانند تقویت و کشش بوم، و واکنش‌های اکسایش که باعث می‌شود سطح گچی یا شکننده‌تر شود. به‌طور کلی، لایه رنگ با افزایش سن شکننده‌تر می‌شود، که باعث می‌شود نتواند تنش‌های ناشی از عوامل محیطی را تحمل کند.
ریزترک عمدی را می‌توان با استفاده از تکنیک‌های مختلف ایجاد کرد و در نقاشی‌ها اغلب توسط جعل‌کنندگان نقاشی‌های استادان قدیم نقاشی که معمولاً دارای ریزترک هستند، استفاده می‌شود. اریک هببورن، جعل‌کننده آثار هنری، تکنیکی را ابداع کرد و تونی تترو راهی برای استفاده از فرمالدهید و یک فرایند پخت ویژه کشف کرد. بازسازی دقیق ریزترک‌ها به صورت مصنوعی در یک الگوی خاص تقریباً غیرممکن است، اگرچه برخی روش‌ها مانند پخت یا پرداخت نقاشی وجود دارد که با استفاده از آنها این کار انجام می‌شود. با این حال، این روش‌ها عموماً ترک‌هایی ایجاد می‌کنند که از نظر ظاهری یکنواخت هستند، در حالی که ریزترک‌های واقعی دارای ترک‌هایی با الگوهای نامنظم هستند.
ریزترک‌ها اغلب با استفاده از رنگ‌های سفید روی در تکنیک‌های pentimento ایجاد می‌شوند. رنگ‌های سفید روی با ذرات کوچک اکسید روی (~۲۵۰ نانومتر) در ایجاد ریزترک‌ها موفق‌تر از ذرات بزرگ‌تر هستند زیرا به زیرلایه نمی‌چسبند. علاوه بر این، رنگ‌های سفید روی که از چسب‌های مبتنی بر اسید لینولئیک استفاده می‌کنند، در تولید ریزترک‌ها نسبت به رنگ‌های با چسب‌های دیگر موفق‌تر هستند.

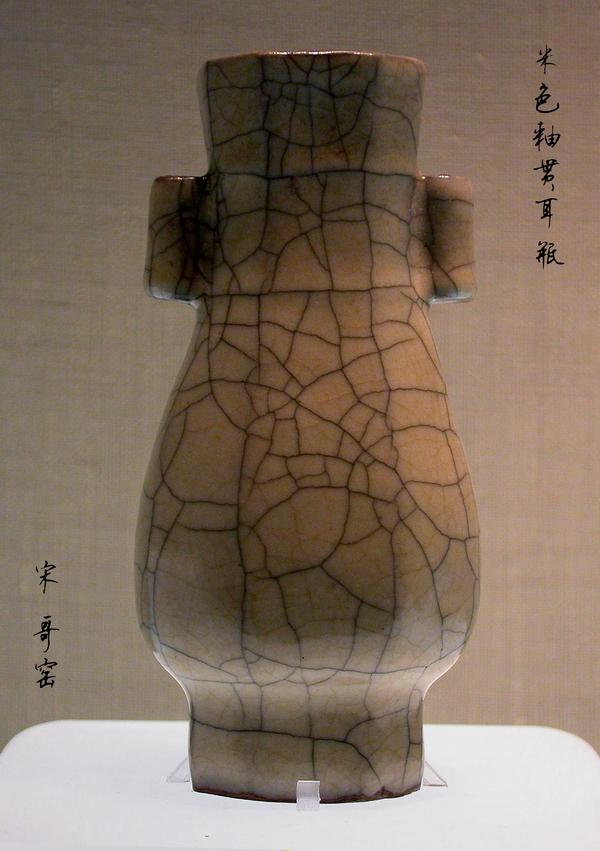
گلدان به سبک سرامیک گه، با ریزترک دوتایی «نخ طلایی و سیم آهنی»، که توسط موزه کاخ پکن به دودمان سونگ نسبت داده شده است.

ریزترک‌هایی که بر لعاب سرامیک‌ها تأثیر می‌گذارند ممکن است با افزایش سن ایجاد شوند اما به عنوان یک اثر تزئینی عمدی نیز استفاده شده است که سابقه طولانی در سفالگری کره‌ای و سرامیک چینی به ویژه دارد. این اثرات لعاب عمدی معمولاً به عنوان «ترکچه‌دار» شناخته می‌شوند، با اصطلاحات رایج «لعاب تَرَکچه‌دار» یا «چینی ترکچه‌ای». این نوع ترک معمولاً از ترکچه که ریزترک‌های تصادفی است که به عنوان یک «نقص لعاب» ایجاد می‌شود، متمایز است، اگرچه در برخی موارد، کارشناسان در تصمیم‌گیری در مورد اینکه آیا اثرات خفیف‌تر عمدی هستند یا خیر، مشکل دارند. برخی نیز ممکن است فقط با افزایش سن ایجاد شده باشند. ظروف چینی برجسته دودمان سونگ و دودمان یوآن با لعاب‌های ترکچه‌دار عمدی عبارتند از ظروف گوآن و سرامیک گِه؛ در ظروف رو، ریزترک خفیف‌تر ممکن است تصادفی باشد، اگرچه اکثر قطعات آن را دارند.
ظروف گهGe ware می‌توانند نوعی ریزترک دوتایی داشته باشند که به عنوان «نخ طلایی و سیم آهنی» شناخته می‌شود، جایی که دو الگو وجود دارد، یکی با ترک پهن و بزرگ و دیگری با شبکه ریزتر. هر مجموعه از ترک‌ها با اعمال یک لکه رنگی، با رنگ‌های مختلف، اثر آن را افزایش داده است. چندین لایه لعاب وجود دارد و ترکچه پهن‌تر ابتدا ایجاد می‌شود و ریزترک‌های ریزتر در داخل آن بخش‌ها ایجاد می‌شوند. ممکن است مدتی طول بکشد تا ترکچه پس از پخت ظاهر شود و احتمالاً عمدتاً ناشی از سرد شدن سریع و شاید سیلیسیم دی‌اکسید کم در لعاب باشد.

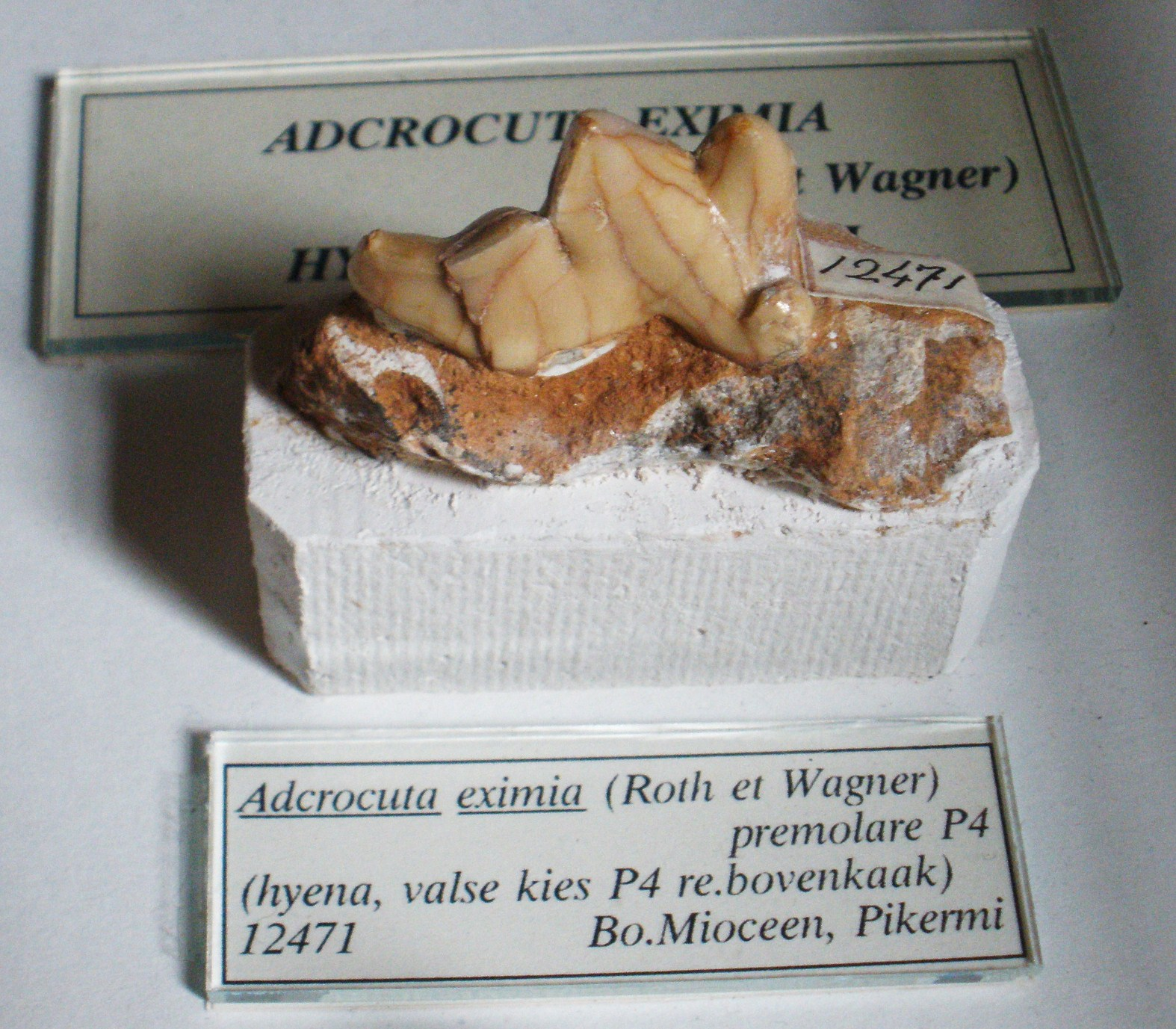
ریزترک روی دندان فسیل شده کفتار

## ریزترک‌های اکریلیک
صنعت دکوراسیون امروزی از تکنیک ریزترک برای خلق اشیاء و مواد مختلفی مانند شیشه، سرامیک و آهن استفاده کرده است. این کار با استفاده از کیت‌های بازاریابی که با رنگ‌های اکریلیک تزئینی واکنش نشان می‌دهند، امکان‌پذیر شده است. میزان ریزترک‌های تولید شده بسته به درصد واکنش‌دهنده و زمان استفاده متفاوت است. برای برجسته کردن ترک‌ها از پودر براق - که معمولاً به رنگ‌های مسی، برنزی و طلایی موجود است - استفاده می‌شود. ترکیب مارک‌های مختلف محصولات آماده برای تقلید ریزترک‌ها منجر به اندازه‌ها و الگوهای مختلف ترک‌ها می‌شود. برنامه‌های نرم‌افزاری برای ایجاد ریزترک در عکس‌های دیجیتال در دسترس هستند.

## استفاده در تشخیص اصالت آثار هنری
روش‌هایی که از ریزترک‌ها به عنوان وسیله‌ای برای تشخیص جعل آثار هنری استفاده می‌کنند، پیشنهاد شده‌اند. الگوهای ریزترک‌های تاریخی به سختی قابل بازتولید هستند و بنابراین ابزار مفیدی در تأیید اصالت آثار هنری هستند. تکنیک‌های تشخیص امروزی برای تأیید اعتبار آثار هنری با دقت بالا، به استخراج ویژگی‌ها در محل اتصال ترک‌ها و تطبیق تصویر متکی هستند.